# Mare Nostrum (1948)
Mare Nostrum ist ein italienisch-spanisches Filmdrama aus dem Jahr 1948 unter der Regie von Rafael Gil, mit María Félix, Fernando Rey und Guillermo Marín in den Hauptrollen. Der Titel bezieht sich auf einen lateinischen Ausdruck für das Mittelmeer. Ein spanischer Seemann wird zur Zeit des Zweiten Weltkriegs mit einem geheimnisvollen ausländischen Spion verwechselt.
Es handelt sich um eine Adaption des gleichnamigen Romans von Vicente Blasco Ibáñez, der zuvor 1926 als amerikanischer Stummfilm verfilmt worden war.

## Handlung
Deutsche Spione, die Freya als Köder benutzen, überzeugen den neutralen Spanier Ulysses Ferragut, ein Schiff zu steuern, um Seeminen um britische Häfen im Mittelmeer zu legen, und sagen ihm, sie würden niemals auf Passagierschiffe schießen. Eine Mine zerstört jedoch das Schiff, auf dem sich sein Sohn Esteban befand, und tötet ihn zusammen mit vielen anderen. Auf der Suche nach Rache ändert Ulises seine Meinung und wird ein Freund der Alliierten.
Als US-Truppen Neapel einnehmen, jagt Ulises den Chef der deutschen Spione, der später hingerichtet wird. Freya bettelt um ihr Leben, aber Ulises kann ihr nicht verzeihen, und auch sie wird hingerichtet. Schließlich stirbt Ulises, als sein Schiff von der Luftwaffe bombardiert wird.

## Bibliographie
- Bentley, Bernard. A Companion to Spanish Cinema. Boydell & Brewer 2008.